# فلاديسلاف دويان
فلاديسلاف دويان (بالروسية: Дуюн, Владислав Николаевич)‏ (بالأوكرانية: Дуюн Владислав Миколайович)‏ هو لاعب كرة قدم أوكراني وروسي في مركز الوسط، ولد في 9 مايو 1977 في إيزمائيل في أوكرانيا. لعب مع بالتيكا كالينينغراد وسبارتاك موسكو ونادي روستوف ونادي ميتاليست خاركيف.

## وصلات خارجية
- فلاديسلاف دويان على موقع اتحاد أوكرانيا (الإنجليزية)
- فلاديسلاف دويان على موقع قاعدة بيانات كرة القدم.إي يو (الإنجليزية)
- فلاديسلاف دويان على موقع Soccerway.com (الإنجليزية)